# Divino Fogão
Divino Fogão é uma rede de restaurantes brasileira fundada em 1984 por quatro primos em São Paulo, com culinária típica do interior, a primeira franquia foi inaugurada em 1994.
Em outubro de 2022, a foi inaugura a 200ª unidade da rede no Mais Shopping Largo 13, em São Paulo.

## História
A ideia surgiu quando Reinaldo Varela e mais dois primos aproveitaram as receitas que a avó deles, Isa, criava e guardava em um caderno escrito à mão por ela. Os pratos eram preparados num fogão a lenha na fazenda da família em Mirandópolis. A primeira unidade tinha o nome de São Paulo I, na capital paulista e tem seu nome atual desde 2008.
Em 1992, o São Paulo I recebeu um convite para montar uma loja no Shopping Eldorado, o restaurante foi inaugurado com balcão grande, em estilo colonial, um fogão à moda antiga, panelas de barro e, na parede, azulejos portugueses.